# Dialium guianense
Dialium guianense är en ärtväxtart som först beskrevs av Jean Baptiste Christophe Fusée Aublet, och fick sitt nu gällande namn av Noel Yvri Sandwith. Dialium guianense ingår i släktet Dialium och familjen ärtväxter. Inga underarter finns listade i Catalogue of Life.